# Sapignicourt
Sapignicourt és un municipi francès, situat al departament del Marne i a la regió del Gran Est. L'any 2007 tenia 345 habitants.

## Demografia

### Població
El 2007 la població de fet de Sapignicourt era de 345 persones. Hi havia 132 famílies, de les quals 24 eren unipersonals (8 homes vivint sols i 16 dones vivint soles), 48 parelles sense fills, 52 parelles amb fills i 8 famílies monoparentals amb fills.
La població ha evolucionat segons el següent gràfic:
Habitants censats

### Habitatges
El 2007 hi havia 134 habitatges, 129 eren l'habitatge principal de la família, 2 eren segones residències i 3 estaven desocupats. Tots els 130 habitatges eren cases. Dels 129 habitatges principals, 119 estaven ocupats pels seus propietaris, 8 estaven llogats i ocupats pels llogaters i 2 estaven cedits a títol gratuït; 6 tenien una cambra, 3 en tenien dues, 17 en tenien tres, 54 en tenien quatre i 49 en tenien cinc o més. 119 habitatges disposaven pel capbaix d'una plaça de pàrquing. A 59 habitatges hi havia un automòbil i a 60 n'hi havia dos o més.

### Piràmide de població
La piràmide de població per edats i sexe el 2009 era:
| Homes | Edats   | Dones |
| ----- | ------- | ----- |
| 0     | 95 o +  | 0     |
| 0     | 90 a 94 | 0     |
| 0     | 85 a 89 | 0     |
| 0     | 80 a 84 | 0     |
| 0     | 75 a 79 | 4     |
| 4     | 70 a 74 | 0     |
| 12    | 65 a 69 | 16    |
| 8     | 60 a 64 | 0     |
| 0     | 55 a 59 | 8     |
| 16    | 50 a 54 | 8     |
| 20    | 45 a 49 | 24    |
| 20    | 40 a 44 | 20    |
| 4     | 35 a 39 | 8     |
| 12    | 30 a 34 | 0     |
| 4     | 25 a 29 | 12    |
| 8     | 20 a 24 | 4     |
| 36    | 15 a 19 | 16    |
| 20    | 10 a 14 | 12    |
| 8     | 5 a 9   | 0     |
| 16    | 0 a 4   | 4     |

## Economia
El 2007 la població en edat de treballar era de 213 persones, 145 eren actives i 68 eren inactives. De les 145 persones actives 122 estaven ocupades (68 homes i 54 dones) i 23 estaven aturades (18 homes i 5 dones). De les 68 persones inactives 21 estaven jubilades, 11 estaven estudiant i 36 estaven classificades com a «altres inactius».

### Ingressos
El 2009 a Sapignicourt hi havia 127 unitats fiscals que integraven 337 persones, la mediana anual d'ingressos fiscals per persona era de 16.800 €.

### Activitats econòmiques
Dels 10 establiments que hi havia el 2007, 1 era d'una empresa de fabricació d'altres productes industrials, 3 d'empreses de comerç i reparació d'automòbils, 1 d'una empresa de transport, 1 d'una empresa d'hostatgeria i restauració, 1 d'una empresa immobiliària i 3 d'empreses de serveis.
Dels 2 establiments de servei als particulars que hi havia el 2009, 1 era un restaurant i 1 agència immobiliària.
L'any 2000 a Sapignicourt hi havia 3 explotacions agrícoles que ocupaven un total de 414 hectàrees.

## Poblacions més properes
El següent diagrama mostra les poblacions més properes.